# Щадилів Олександр
Олекса́ндр Щади́лів (* 1892 — † після 1927) — український політичний діяч.

## Біографічні відомості
Член Української партії соціалістів-революціонерів (від січня 1919 року член її Центрального комітету), належав до центристської течії.
1919 року Щадилів був головою ЦК Всеукраїнської ради селянських депутатів, головою Селянської спілки, членом Центрального повстанського комітету, що влітку 1919 року організував військові частини для боротьби з більшовиками на окупованих територіях.
За радянського періоду Щадилів лишився в Україні, співпрацював із Всеволодом Голубовичем, дописував до «Науково-технічного вісника» («Інженери і преса», 1927). Після 1927 року доля невідома.